# Alfred Binet

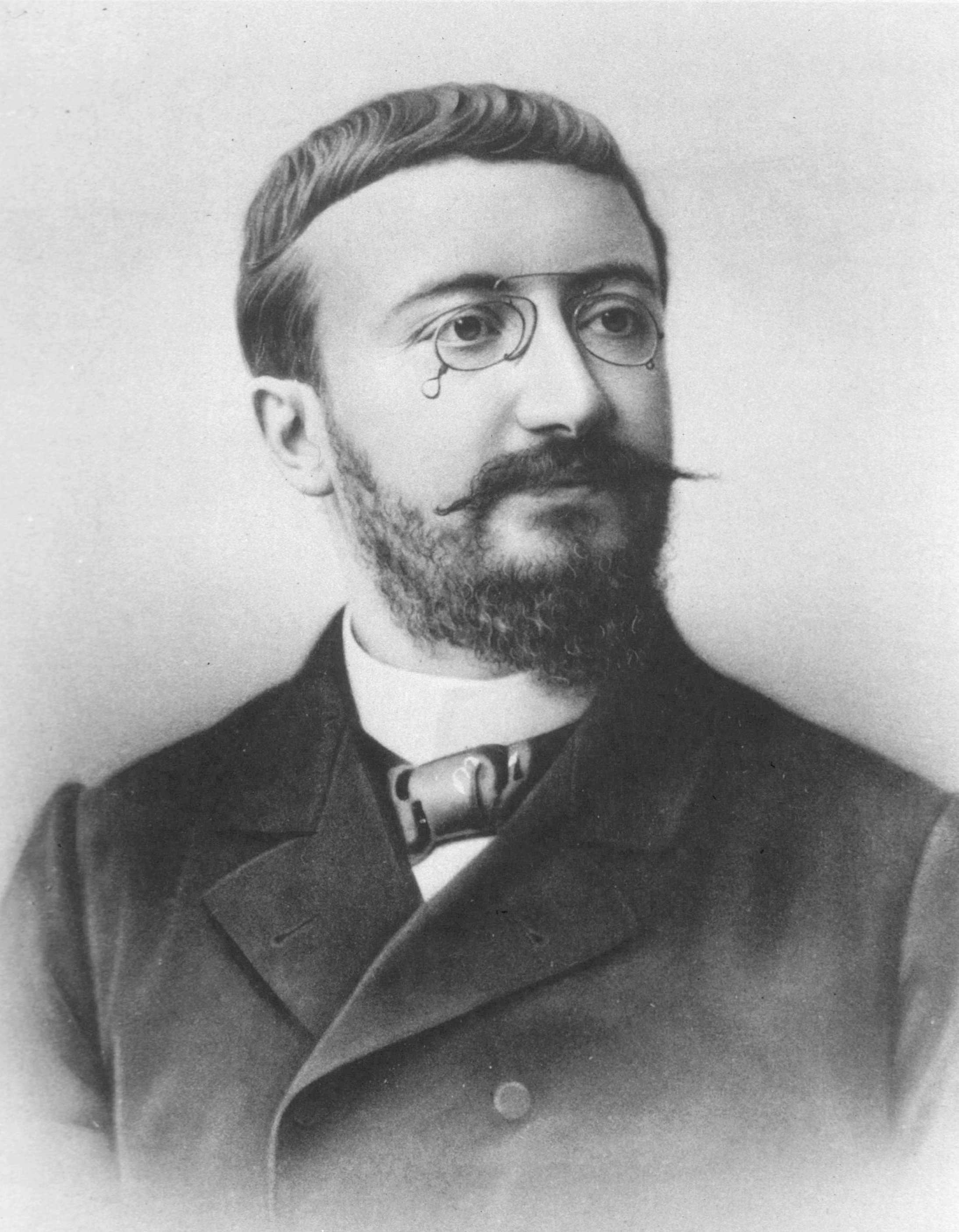
Alfred Binet

Alfred Edouard Louis Antoine Binet, auch italienisch Alfredo Binetti (* 8. Juli 1857 in Nizza, Königreich Sardinien; † 18. Oktober 1911 in Paris), war ein französischer Psychologe. Er gilt als Begründer der Psychometrie.

## Leben und Werk
Alfred Binet studierte Jura, den Abschluss machte er 1878. Anschließend studierte er Medizin und Biologie an der Sorbonne, gefolgt von Forschungstätigkeit am neurologischen Labor des Hôpital Salpêtrière unter Jean-Martin Charcot in den Jahren 1883 bis 1889.
1889 wirkte er bei der Gründung des ersten psychologischen Forschungslaboratoriums in Frankreich mit. Als Direktor versucht er, experimentelle Methoden zur Messung von Intelligenz und logischer Denkfähigkeit zu entwickeln. Außerdem gründete er die erste französische Zeitschrift für Psychologie, L'année psychologique (Das psychologische Jahr), worin er seine Forschungsergebnisse veröffentlichte.
Eine der größten Errungenschaften gelang ihm auf dem Gebiet der Intelligenzmessung. Mit dem Arzt Théodore Simon (1873–1961) entwickelte Binet einen Test, um die geistigen Fähigkeiten eines Kindes zu messen. Der Test bestand aus Aufgaben, mit denen die allgemeine Intelligenz festgestellt werden sollte, und die nach Altersgruppen gestaffelt waren. Aus der Anzahl der richtig gelösten Aufgaben errechnete sich eine Punktzahl; diese ergab das „Intelligenzalter“ des Kindes. Dieser Test wurde Binet-Simon-Test genannt und 1905 zum ersten Mal angewendet. Von dem US-Amerikaner Lewis Madison Terman wurde später der Stanford-Binet-Test entwickelt.
Für die Anwendung seines Intelligenztestes stellte Binet strenge Regeln auf, die von vielen Nachfolgern nicht ausreichend beachtet wurden. Als erstes betonte er, dass das Testergebnis nur eine Momentaufnahme darstellt und sich später durchaus ändern kann. Zweitens stellte Binet klar, dass der Test nur dafür geeignet ist, geistig behinderte Kinder zu erkennen. Drittens sollten die Testergebnisse nicht dafür verwendet werden, Kinder als mehr oder minder bildungsunfähig einzustufen. Binet fasste diese Einschränkungen in dem Satz zusammen: „Die Skala erlaubt, ehrlich gesagt, keine Messung der Intelligenz, da intellektuelle Fähigkeiten nicht addiert ... werden können.“
In seinem Buch Psychologie des grands calculateurs et joueurs d’échecs (Paris 1894) befasste er sich mit Gedächtnisprozessen, u. a. anhand von Befragungen von Schachspielern, und begründete damit die Schachpsychologie.
Alfred Binet starb am 18. Oktober 1911 im Alter von 54 Jahren in Paris. Seine Forschungsergebnisse auf dem Gebiet der Intelligenzmessung werden in vielen Ländern von Psychologen angewendet.

## Veröffentlichungen (Auswahl)
- (mit Charles Féré): Le magnétisme animal. Alcan, Paris 1887.
- La fétichisme dans l'amour. Octave Doin, Paris 1891.
- Das Seelenleben der kleinsten Lebewesen. Schwetschke, Halle/S. 1892.
- Les altérations de la personnalité. Paris 1892 (2. Aufl. 1902).
- (mit Victor Henri): La fatigue intellectuelle. Schleicher, Paris 1898.
- La Suggestibilité. Schleicher, Paris 1900.
- Les révélations de l'écriture d'après un controle scientifique. Alcan, Paris 1906.
- Die neuen Gedanken über das Schulkind. Wunderlich, Leipzig 1912 (2. Aufl. 1927).
- L'Étude expérimentale de l'intelligence. Costes, Paris 1922.
- Psychologie des grands calculateurs et joueurs d'échecs. Hachette, Paris 1984.